# Historia de Opel entre 1929 y 2017
| Olympia        |  | 1935–1970           |
| Kadett         |  | 1937–1940 1962–1991 |
| Kapitän        |  | 1939–1970           |
| Olympia Rekord |  | 1953–1957           |
| Rekord         |  | 1953–1986           |
| Commodore      |  | 1967–1982           |
| GT             |  | 1968–1973 2007–2009 |
| Ascona         |  | 1970–1988           |
| Manta          |  | 1970–1988           |
| Senator        |  | 1978–1993           |
| Omega          |  | 1986–2003           |
| Vectra         |  | 1988–2009           |
| Calibra        |  | 1989–1997           |
| Agila          |  | 2000-2014           |
| Signum         |  | 2003–2008           |
| Meriva         |  | 2003–2017           |
| Zafira         |  | 1999-2019           |
| Ampera         |  | 2011-2015           |
| Cascada        |  | 2013-2019           |
| Adam           |  | 2012-2019           |
| Karl           |  | 2014-2019           |

La historia de Opel entre 1929 y 2017 engloba el período en el que esta empresa alemana fabricante de automóviles formó parte de la multinacional General Motors (GM). Anteriormente Opel fue una empresa independiente manejada por los descendientes de Adam Opel quien la fundó como una fábrica de máquinas de coser el 21 de enero de 1862 en Rüsselsheim am Main.
En 1929, General Motors adquirió Opel y conservó el nombre de la marca en sus productos. En 1935 la empresa presentó el Olympia, un automóvil compacto conmemorativo de los Juegos Olímpicos de Berlín 1936. Al año siguiente Opel inició la producción del primer Kadett, un automóvil familiar que se convirtió en el modelo más vendido de Alemania con 107 000 unidades fabricadas hasta 1941. Entre tanto, James Mooney, que estaba a cargo de las subsidiarias de GM en ultramar, mantuvo conversaciones con el Führer Adolf Hitler dos semanas después de la invasión nazi de Polonia y posteriormente la subsidiaria alemana de GM continuó produciendo material bélico para el Heer (Wehrmacht) (ejército alemán). Así, por ejémplo, el camión "Blitz", producido en una fábrica construida por GM en Berlín, formó parte del Blitzkrieg, la agresión de la Alemania nazi contra los países vecinos en la Segunda Guerra Mundial: Polonia, la Unión Soviética y Francia. El Blitz fue utilizado de múltiples formas — ambulancia, vehículo de mando, taller móvil— y continuó en producción hasta 1944 cuando los continuos bombardeos de los aliados consiguieron interrumpir su producción. Además Opel fabricó los bombarderos Ju-88 y empleó mano de obra forzada en sus fábricas. Por todo ello la fábrica se convirtió en objetivo militar, y bombardeada varias veces.
Tras el fin de la Segunda Guerra Mundial en Europa Opel no reanudó su actividad hasta 1947, ya que la maquinaria se la habían llevado los soviéticos como reparación de guerra. El primer Opel de posguerra fue el Olympia y tras él, en 1948 el Kapitan. Ya en 1958, Opel presentó el Rekord que fue el primer modelo de la marca que se exportó a Estados Unidos. Un año después fue rediseñado el Kapitan —que había sido presentado inicialmente en 1953— siguiendo el estilo estadounidense de GM. En 1962, la recién estrenada planta de Bochum inició la producción del primer Kadett de postguerra con cuatro cilindros y 993 cc.
Para los años 1960 Opel ofrecía en su gama vehículos de grandes dimensiones, tanto berlinas como cupés como el Kapitan, el Diplomat, el Admiral y el Commodore, ofreciendo incluso motores V8 originarios de Chevrolet. En 1970 fue presentado el Ascona A y poco antes, un derivado deportivo: el Manta A (para competir con el Ford Capri). Ya en 1980 comenzó a comercializarse el primer Opel de tracción delantera: el Kadett D. Este tipo de tracción llegó al Ascona en 1981, obteniendo un éxito notable en el segmento de berlinas medias. En 1982, el Corsa inauguró la producción en Figueruelas y marcó una decidida expansión de la marca en España. En 1984 se presenta la que iba a ser la última generación del Kadett antes de ser sustituido por los Astra.
Entre 1999 y 2017 Opel acumuló pérdidas cercanas a los 20.000 millones de euros. Ya en 2009, GM se había retirado de un plan para vender la mayoría de Opel a un consorcio internacional. Además, a finales de 2013 una alianza estratégica entre GM y el Groupe PSA llegó a su fin tras poco más de un año de haber sido puesta en marcha. El plan fracasado pretendió que Opel y PSA integraran sus operaciones a un gran nivel. Finalmente, el 6 de marzo de 2017 el Groupe PSA compra la marca Opel y sus factorías junto a Vauxhall y GM Financial por un total de 2 200 millones de euros.

## 1929 a 1945
| Año  | Unidades | Proporción del total |
| ---- | -------- | -------------------- |
| 2016 | 243.792  | 7,27 %               |
| 2015 | 229.352  | 7,15 %               |
| 2014 | 219.084  | 7,21 %               |
| 2013 | 207.461  | 7,03 %               |
| 2012 | 213.627  | 6,93 %               |
| 2011 | 254.605  | 8,02 %               |
| 2010 | 233.498  | 8,01 %               |
| 2009 | 338.603  | 8,89 %               |
| 2008 | 258.274  | 8,36 %               |
| 2007 | 285.267  | 9,06 %               |
| 2006 | 334.479  | 9,64 %               |
| 2005 | 347.960  | 10,41 %              |
| 2004 | 334.491  | 10,24 %              |
| 2003 | 332.781  | 10,28 %              |
| 2002 | 337.535  | 10,38 %              |
| 2001 | 396.214  | 11,86 %              |
| 2000 | 411.193  | 12,17 %              |
| 1999 | 522.170  | 13,73 %              |
| 1998 | 529.425  | 14,17 %              |
| 1997 | 545.293  | 15,46 %              |
| 1996 | 557.229  | 15,94 %              |
| 1995 | 547.309  | 16,51 %              |
| 1994 | 420.862  | 13,11 %              |
| 1993 | 413.295  | 12,94 %              |
| 1992 | 575.190  | 14,64 %              |
| 1991 | 609.337  | 14,65 %              |
| 1990 | 455.590  | 12,98 %              |
| 1989 | 402.254  | 14,28 %              |
| 1988 | 376.830  | 13,42 %              |
| 1987 | 404.876  | 13,89 %              |
| 1986 | 374.737  | 13,24 %              |
| 1985 | 322.210  | 13,54 %              |
| 1984 | 347.353  | 14,51 %              |
| 1983 | 416.428  | 17,16 %              |
| 1982 | 390.082  | 18,10 %              |
| 1981 | 370.285  | 15,89 %              |
| 1980 | 402.015  | 16,57 %              |
| 1979 | 470.482  | 17,93 %              |
| 1978 | 514.478  | 19,31 %              |
| 1977 | 490.651  | 19,16 %              |
| 1976 | 465.615  | 20,14 %              |
| 1975 | 381.397  | 18,11 %              |
| 1974 | 296,750  | 17,53 %              |
| 1973 | 420.679  | 20,71 %              |
| 1972 | 456.189  | 21,29 %              |
| 1971 | 403.043  | 18,73 %              |
| 1970 | 405.554  | 19,25 %              |
| 1969 | 349.630  | 18,99 %              |
| 1968 | 272.120  | 19,09 %              |
| 1967 | 275.821  | 20,33 %              |
| 1966 | 324.869  | 21,57 %              |
| 1965 | 330.619  | 21,79 %              |
| 1964 | 342.477  | 25,50 %              |
| 1963 | 301.844  | 23,75 %              |
| 1962 |          |                      |
| 1961 |          |                      |
| 1960 |          |                      |
| 1959 | 139.780  | 16,89 %              |
| 1958 | 128.876  | 16,65 %              |
| 1957 | 102.199  | 18,10 %              |
| 1956 | 82.875   | 16,57 %              |
| 1955 | 78.009   | 18,63 %              |
| 1954 | 63.440   | 20,01 %              |
| 1953 | 48.069   | 19,19 %              |
| 1952 | 28.675   | 14,26 %              |
| 1951 | 29.826   | 16,72 %              |
| 1950 | 32.606   | 21,81 %              |
| 1938 | 81.983   |                      |
| 1937 | 75.803   |                      |
| 1936 | 86.500   |                      |
| 1935 | 77.126   |                      |
| 1934 | 52.586   |                      |
| 1933 | 28.494   |                      |

El 17 de marzo de 1929, Wilhelm von Opel y su hermano Friedrich Opel vendieron inicialmente el 80 % de las acciones de la compañía al grupo automotriz estadounidense General Motors (GM). GM se hizo cargo de la empresa por completo en 1931. La principal razón fue el inicio de la Gran Depresión. El precio de venta en ese momento ascendía a la cifra de US$33 352 millones (154 millones de marcos Reich, en la moneda actual, esto rondaría los 551 millones de euros). Los hermanos Opel pudieron persuadirlos para que siguieran siendo miembros del consejo de supervisión. Además, se mantuvo el nombre Opel y una política de modelo independiente.
En 1930, la empresa tuvo una pérdida de casi 14 millones de marcos reales. En 1931, Opel solo tenía 5892 empleados y la producción anual de todos los vehículos de motor se redujo a 20.928 en 1932. En particular, las exportaciones fueron rentables con una participación del 77,6 % de las exportaciones totales de automóviles alemanes en 1931. En ese momento, el pilar del programa era el Opel de 1,2 litros (con un motor de cuatro cilindros y 22 CV) y el modelo de 1,8 litros, también de tamaño modesto, con un motor de seis cilindros y 32 CV (también conocido como el Opel "Regent").
Después de que el NSDAP llegó al poder en 1933, GM no consideró retirarse de Alemania. En cambio, en un proceso de ajuste que duró hasta 1936, los puestos clave fueron ocupados por nacionalsocialistas. El Opel P4, presentado en 1935, fue el primer “Volkswagen” en venderse bien con más de 65.000 unidades en solo dos años. A instancias del gobierno nazi, el mismo año se construyó la ultramoderna planta de Ciudad de Brandeburgo para la producción de los camiones “Blitz” de tres toneladas más grandes como parte del armamento de la Wehrmacht. También en la primavera de 1935, Opel presentó el Olympia, que lleva el nombre de los Juegos Olímpicos de Berlín 1936, que fue el primer vehículo alemán en tener una carrocería totalmente de acero autoportante. Con 102.293 vehículos fabricados, Opel se convirtió en el primer fabricante alemán en superar los 100.000 vehículos en el mismo año. En 1937, Opel era el fabricante de automóviles más grande de Europa y el séptimo más grande del mundo con 130.267 vehículos construidos. La clase de lujo estuvo representada ese año por el nuevo modelo superior Admiral de 3,6 litros y el Super 6 (2,5 litros), que se parecía al Chevrolet Master. Ambos coches todavía se construyeron de forma conservadora con un chasis de bastidor de caja separado.
En 1938, Adam Opel AG, con una participación del 46,6 % en las exportaciones alemanas totales, era la fuente más importante de divisas para la economía de la Alemania nazi. En ese año, Suecia y Dinamarca (7200 y 3250 automóviles de todos los modelos respectivamente) encabezaron las estadísticas de exportación de Opel, seguidas de Polonia (1400), Argentina (1300) y Sudáfrica (1200). 100 autos fueron a Costa Rica, 145 a China e incluso Nueva Zelanda ordenó 168 autos en Rüsselsheim. El 9 de junio de 1938, Adolf Hitler otorgó a James D. Mooney, vicepresidente de GM responsable de Opel, la Cruz al Mérito de la Orden del Águila Alemana.
Antes del estallido de la Segunda Guerra Mundial en septiembre de 1939, la gama de turismos estaba formada por los modelos de cuatro cilindros Kadett (1,1 litros de cilindrada / 23 CV) y Olympia (1,5 l/37 CV), así como el coche de lujo. con el motor de seis cilindros Kapitän (2,5 l/55 CV) y Admiral (3,5 l/75 CV). En 1938 se fabricaron 140.580 vehículos con ventas netas de 337,7 millones de marcos Reich. En octubre de 1940, por orden del gobierno del Reich, Opel tuvo que detener por completo la producción de automóviles civiles. Durante la Segunda Guerra Mundial, la empresa produjo el camión más importante de la Wehrmacht, el camión Blitz “S” (estándar) de 3 toneladas. Además de los camiones relámpago, en la planta de Rüsselsheim se fabricaron motores, piezas para cohetes y torpedos, así como componentes para Junkers Ju 88 y Messerschmitt Me 262. En Varsovia y Riga, Opel operaba talleres de reparación de vehículos militares utilizados en el Frente Oriental. En 1943, la planta de Rüsselsheim empleaba a más de 18 500 personas. En enero de 1945, a raíz de la catastrófica situación de las materias primas, este número alcanzó un punto mínimo con casi 6.000 empleados.

## 1945 a 1960: Nuevo comienzo en Rüsselsheim
En nombre del gobierno militar de la zona de ocupación estadounidense, se repararon más de 1.500 automóviles, principalmente modelos Opel de la época anterior a la guerra, en la única planta que quedaba en Rüsselsheim durante tres años a partir de julio de 1945. El año 1945 pasó a la historia de la empresa como el año en el que no se produjo ni un solo vehículo Opel: el primer Opel de posguerra fue un camión "Blitz" en 1946 que salió de la fábrica grandemente destruida. La planta de camiones de Brandeburgo, que estaba lista para la producción nuevamente después de la destrucción, así como las instalaciones de Rüsselsheim para la producción de Kadett, tuvieron que ser transportadas a la Unión Soviética como reparaciones a mediados de 1946 por decisión de las potencias vencedoras. El "Kadett" continuó produciéndose allí como el Moskvich-400. Gracias al compromiso del primer presidente del comité de empresa, Friedrich Zängerle, Opel reanudó la producción de automóviles en Rüsselsheim en 1947, inicialmente con el exitoso modelo Olympia y a partir de 1948 con el Kapitän más grande. A finales de 1947, la empresa de Rüsselsheim contaba con 8147 empleados, 19 585 a finales de 1951. Con el director general Edward W. Zdunek, GM asumió de nuevo el control de la gestión de Opel el 1 de noviembre de 1948.
Después de que GM integró completamente la alemana Frigidaire GmbH con su producción de refrigeradores en Rüsselsheim desde 1938 en Opel AG, la popular marca Opel también se utilizó aquí. Dependiendo del período de fabricación, los dispositivos llevan el nombre "Frigidaire" con la adición "Producto de Adam Opel AG" o, además de las letras Frigidaire, el logotipo de Opel blanco-amarillo introducido en 1950 con una corona Frigidaire conectada. La producción terminó en 1959.
El Olympia fue seguido en 1953 por el Olympia Rekord. En la década de 1950, Opel fabricó el automóvil más popular después del VW Beetle en Alemania con sus modelos de gama media Olympia, Olympia Rekord y Rekord P1 (de 1957).

## 1960 a 1980: Época exitosa y liderazgo del mercado
| Nombre             | Desde | Hasta |
| ------------------ | ----- | ----- |
| Edward Zdunek      | 1948  | 1961  |
| Nelson Stork       | 1961  | 1966  |
| Ralph Mason        | 1966  | 1970  |
| Alex Cunningham    | 1970  | 1974  |
| John McCormack     | 1974  | 1976  |
| James Waters       | 1976  | 1980  |
| Robert Stempel     | 1980  | 1982  |
| Ferdinand Beickler | 1982  | 1986  |
| Horst Herke        | 1986  | 1989  |
| Louis Hughes       | 1989  | 1992  |
| David Herman       | 1992  | 1998  |
| Gary Cowger        | 1998  | 1998  |
| Robert Hendry      | 1998  | 2001  |
| Carl Forster       | 2001  | 2004  |
| Hans Demant        | 2004  | 2010  |
| Nick Reilly        | 2010  | 2011  |
| Karl Stracke       | 2011  | 2012  |
| Thomas Sedran      | 2012  | 2013  |
| Karl Neumann       | 2013  | 2014  |
| Michael Ableson    | 2014  | 2017  |

Para poder ofrecer su propio producto en el segmento dominado por el VW Beetle, se desarrolló un Kadett nuevo a fines de la década de 1950 y se fabricó en la nueva planta de Bochum a partir de mediados de 1962. El nuevo vehículo con el nombre del modelo de antes de la guerra salió al mercado como sedán, coupé y (desde 1963) también como caravana. El Kadett se publicitó con éxito en una gran campaña ("Opel Kadett - en resumen: O.K.").
En la primavera de 1964 el capitán consiguió dos grandes "hermanos": el Almirante y el Diplomat. Estos "tres grandes", que luego se denominaron la serie "KAD" (Kapitän / Admiral / Diplomat), completaron la gama de modelos hasta el verano de 1977.
Las décadas de 1960 y 1970 fueron el gran apogeo de la empresa Opel, que en ese momento era el segundo mayor fabricante de automóviles alemán después de Volkswagen e incluso el líder del mercado en algunos segmentos de vehículos. El 9 de julio de 1964, Opel entregó el automóvil número cinco millones. La producción en Bochum estaba en pleno apogeo: en 1965 se produjo medio millón de Kadett A; solo 21 meses después, se entregó el sucesor Kadett B, el automóvil número un millón de la serie. La sucursal de Kaiserslautern también se abrió en 1966, produciendo ejes cardán, amortiguadores y piezas de chasis.
El automóvil de gama media Ascona y su variante coupé Manta formaron parte de la gama desde el otoño de 1970. Junto con los modelos sucesores del mismo nombre presentados en el verano de 1975, se produjeron más de 3,2 millones de vehículos. Esto convierte a la serie de modelos en uno de los productos de Opel de mayor éxito. El automóvil Opel número diez millones, un Rekord C Caravan, salió de la línea de montaje en Rüsselsheim en septiembre de 1971. En 1972, Opel estaba por delante de Volkswagen con una cuota de mercado del 20,4 % y, con casi 878.000 unidades, alcanzó el mayor número de unidades desde el inicio de la producción de automóviles en 1899. Con 59 200 empleados, Opel alcanzó una facturación anual de 6.500 millones de marcos alemanes este año, en comparación con 35 000 empleados y una facturación anual de 2.200 millones de marcos en 1962.
En agosto de 1973 se presentó el Kadett C, que desde mayo de 1975 tenía un portón trasero grande como Kadett City como el Golf del principal competidor Volkswagen. En la primavera de 1976, se añadió el Kadett Aero con techo fabricado por Baur. Por tanto, la serie comprendía un total de cinco variantes; más que otros modelos comparables en la clase compacta.

## 1980 a 2008: caída de las ventas y problemas de calidad
En toda la industria automotriz, la crisis del petróleo provocada por la Guerra entre Irán e Irak de 1980 a 1982 provocó un profundo revés, que en casi el 20 % fue peor que la Gran Depresión. Opel registró pérdidas por primera vez desde 1950: 411 millones de marcos alemanes en 1980. Se despidió a más de 7.500 empleados, algunos con indemnizaciones por despido. Solo el nuevo Kadett D con tracción delantera se vendió satisfactoriamente. En el mercado alemán de automóviles pequeños, dominado por el Ford Fiesta y el VW Polo desde mediados de la década de 1970, el Opel Corsa, que se ofreció en Alemania desde 1983, logró el éxito. El modelo se produce en la planta de GM en Zaragoza (España), que se inauguró a finales de 1982; de 1993 a 2019 también en la planta alemana de Opel en Eisenach.
En 1990, el grupo Opel empleaba a 57 400 personas con una facturación anual de 23.708 millones de marcos alemanes.
Desde finales de la década de 1980, un diseño algo innovador y los problemas de calidad provocados por las rigurosas medidas de reducción de costes tomadas por el gerente de Opel, José Ignacio López de Arriortúa, llevaron a un desarrollo de la imagen negativa de la marca Opel, especialmente en comparación con su principal competidor, VW. Las deficiencias conocidas como el “Efecto López” se hicieron particularmente evidentes en los sucesores de los dos modelos de gran volumen Rekord y Kadett, el Omega y el Astra. Después de unas cifras de ventas inicialmente buenas, la reputación de los coches nuevos y, por tanto, también la marca Opel sufrió varias retiradas de productos. Después de que López se mudara a Volkswagen en 1993, fue acusado de llevarse documentos internos de Opel/GM y usarlos en VW. Los errores en el marketing, el desarrollo de modelos, la producción y la garantía de calidad habían sumido a Opel en la peor crisis de la historia de la empresa desde principios de la década de 1990 y Opel tuvo que despedir a numerosos empleados.
La falta de coordinación entre la sede europea de GM en Zúrich, que se estableció en 1986, con la gerencia de Opel en Rüsselsheim, así como los ejecutivos allí, en su mayoría de la empresa matriz estadounidense de GM, que cambiaron en rápida sucesión, causó cada vez más fallas. Desde principios de la década de 1970 hasta marzo de 2013, dieciséis CEO trabajaron en Opel, siete de ellos alemanes (Beickler, Herke, Forster, Demant, Stracke, Sedran, Neumann). Por tanto, la duración media de la estancia fue de menos de dos años y medio. A modo de comparación: desde 1948 hasta 2016 Volkswagen AG tenía nueve directores generales.
Finalmente, estos errores hicieron que la participación de Opel en las matriculaciones de automóviles de pasajeros alemanes cayera al 6,93 % en 2012. En relación con 1982 con el 18,18 % de todos los registros, esto fue más del 60 %. Los miles de millones en pérdidas resultantes llevaron a una reducción drástica de las capacidades y los empleados. En la planta de Bochum, donde de los 23.000 puestos de trabajo originales sólo quedaron alrededor de 6.000, la población activa se declaró en huelga que duró varios días en octubre de 2004 y terminó con un éxito parcial. En 2006, Adam Opel GmbH empleó a 27 661 personas, en comparación con alrededor de 44 700 en 1996.
Dado que las acciones de Opel no cotizan en bolsa, Adam Opel AG se convirtió en una GmbH con el fin de reducir la burocracia y los costes y se inscribió como tal en el registro mercantil el 7 de diciembre de 2005.

## De 2008 a 2017
En 2008, la situación financiera de GM empeoró como consecuencia de la crisis financiera y las deudas pendientes irrecuperables de la empresa matriz. Por esta razón, Opel presentó una solicitud al gobierno federal para una garantía de préstamo, el gobierno anunció que habría tomado una decisión para la Navidad de 2008. A finales de noviembre de 2008, el jefe de GM Europa, Carl-Peter Forster, anunció que Opel debería recortar los salarios en al menos un 10 % a corto plazo. A principios de 2009, GM dejó abierto un concepto de reestructuración para Opel, pero por el momento se descartó el cierre de plantas de Opel en Alemania.
El 27 de febrero de 2009, el Consejo de Supervisión de Opel GmbH presentó un concepto futuro para la creación de una "unidad de negocio independiente europea" Opel (incluida Vauxhall). A partir de entonces, el nuevo grupo europeo de empresas buscado seguirá formando parte del grupo GM, pero con una nueva independencia bajo el derecho de sociedades. Se incorporó un "concepto de ejecución hipotecaria" en el documento para que GM no pueda retirar ningún depósito de terceros. Este concepto fue entregado al gobierno federal el 2 de marzo. Según el concepto, el grupo seguirá requiriendo insumos materiales (uso de patentes, servicios de desarrollo) de GM y una contribución de capital adicional de 3.300 millones de euros.
El 31 de marzo de 2009, la canciller federal Angela Merkel declaró en Rüsselsheim que una planta de automóviles no era "sistémicamente relevante" en el sentido del funcionamiento de la economía, pero que aún se estaban haciendo esfuerzos para salvar al Grupo Opel. En mayo de 2009, el grupo automotriz italiano Fiat, el proveedor automotriz Magna International junto con el banco ruso Sberbank y el inversor financiero estadounidense Ripplewood Holdings, mostraron su interés en una adquisición de Opel. Las tres partes presentaron sus ofertas de adquisición a la empresa matriz GM y al gobierno federal a tiempo antes del 20 de mayo de 2009. El holding chino BAIC Group de la industria automotriz también expresó su interés en Opel y presentó una oferta formal para hacerse cargo.
A finales de mayo de 2009, el gobierno alemán anunció que Magna (20 %) y Sberbank (35 %) habían ganado el contrato de Opel. El 13 de agosto siguiente, Magna llegó a un acuerdo con GM para adquirir Opel. Después de especular de antemano que GM podría incluso quedarse con Opel, el gobierno federal anunció el 10 de septiembre que la junta directiva de GM había recomendado vender el 55 % de sus acciones de Opel al postor favorecido por el gobierno federal, Magna. Sin embargo, el 3 de noviembre de 2009 se canceló la venta de Opel a Magna y GM mantuvo su filial alemana.
Después de que GM reembolsara la ayuda estatal, Opel Treuhandgesellschaft se disolvió y su participación del 65 % en Adam Opel GmbH se transfirió de nuevo a GM.
A principios de 2011, Adam Opel GmbH volvió a convertirse en una sociedad anónima después de la conversión en 2005. Con efecto retroactivo desde el 1 de julio de 2014, General Motors transfirió todas sus actividades en Europa y Rusia a la recién fundada Opel Group GmbH.
En febrero de 2017, los medios de comunicación informaron sobre las negociaciones sobre la adquisición por parte del Groupe PSA francés. A principios de marzo de 2017, los socios negociadores PSA y General Motors anunciaron el éxito de las negociaciones, según el cual Groupe PSA se haría cargo de Adam Opel AG y de la marca inglesa Vauxhall Motors por alrededor de 1.300 millones de euros.
La Comisión Europea dio su consentimiento incondicional el 5 de julio de 2017. Durante la adquisición por parte de PSA, Adam Opel AG se convirtió nuevamente en una GmbH en la primavera de 2017. Las actividades de Vauxhall y Opel estaban agrupadas en Opel Automobile GmbH. La adquisición se completó el 1 de agosto de 2017.

## Participación en los deportes de motor
Rally
Dentro de la competición, en el mundo de los rallies es donde la marca obtuvo sus mejores resultados. La primera victoria relevante en el Campeonato Mundial de Rally la obtuvo Walter Röhrl en el Rally Acrópolis de 1975 con un Opel Ascona A, dúo que ya se había proclamado campeón de Europa el año anterior. En 1979, sería Jochi Kleint quien se proclamaría campeón de Europa a bordo de un Ascona B. El mayor éxito vendría en 1982 con el Ascona 400, ya que Walter Röhrl se proclamaba campeón del mundo de rallies, aunque el campeonato de constructores se lo adjudicase Audi, quedando Opel en 2.º lugar.
Rothmans Opel Team
Campeonato alemán de superturismos
La marca también se mostró muy activa en el campeonato alemán de superturismos, el DTM, con modelos como el Omega 3000, el Calibra, el Astra Coupé y el Opel Vectra GTS V8. Debido a los escasos resultados deportivos cosechados por este último, Opel decidió anunciar su retirada de esta competición al final de 2005.